# L'occhio dietro la parete
L'occhio dietro la parete è un film italiano del 1977 diretto da Giuliano Petrelli, al suo unico film da regista.

## Trama
Ivano, anziano invalido particolarmente ricco e vizioso, comincia a spiare il giovane inquilino Arturo e i suoi incontri galanti, avvalendosi di un sofisticato sistema di telecamere e microfoni nascosti nell'appartamento che gli ha affittato. Poiché la sola visione non lo soddisfa appieno, convince la figlia Olga, anche lei incuriosita dal giovane, ad avere una relazione con lui. Poco per volta però Arturo, dietro l'apparenza di bell'uomo, sembra nascondere abitudini poco comuni.